# Iglesia de madera de Rollag

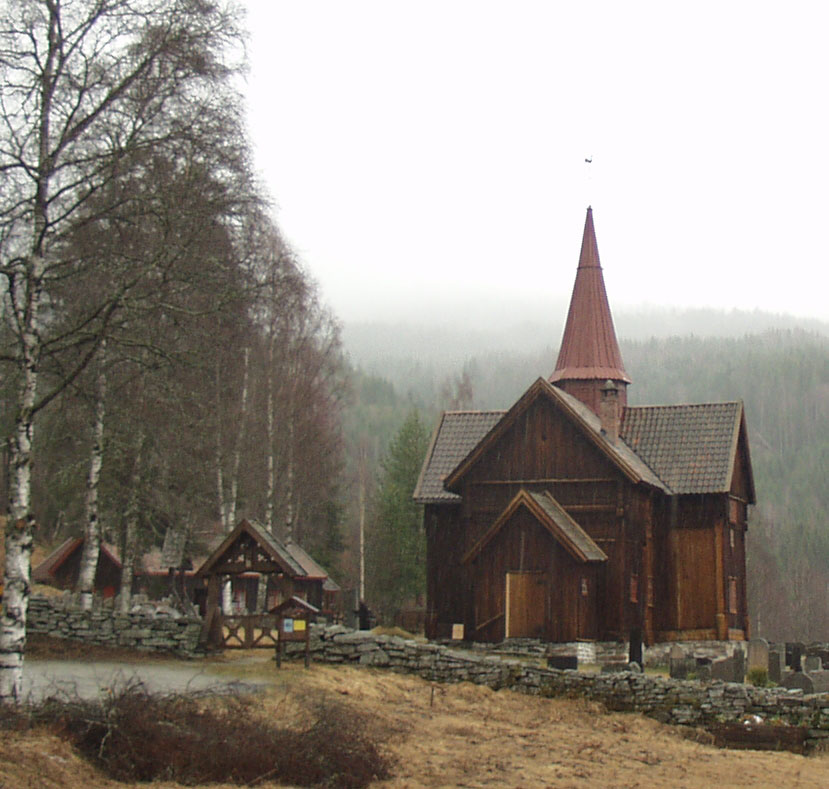
La iglesia de madera de Rollag.

La iglesia de madera de Rollag es una stavkirke de la localidad del mismo nombre, en Noruega. Su construcción se remonta a la segunda mitad del siglo XIII, pero no se conserva mucho de la madera original. Las referencias escritas más antiguas sobre la iglesia son de 1425.
En un inicio, era una sencilla iglesia de nave rectangular y un pequeño coro sin ábside. Este coro fue sustituido en 1670 por uno mayor construido de troncos (y no con la técnica clásica de las stavkirke). En 1698 la iglesia fue transformada en forma de cruz griega, cuando se construyó un transepto a ambos lados de la nave. En el crucero, está la torre con un chapitel octogonal.

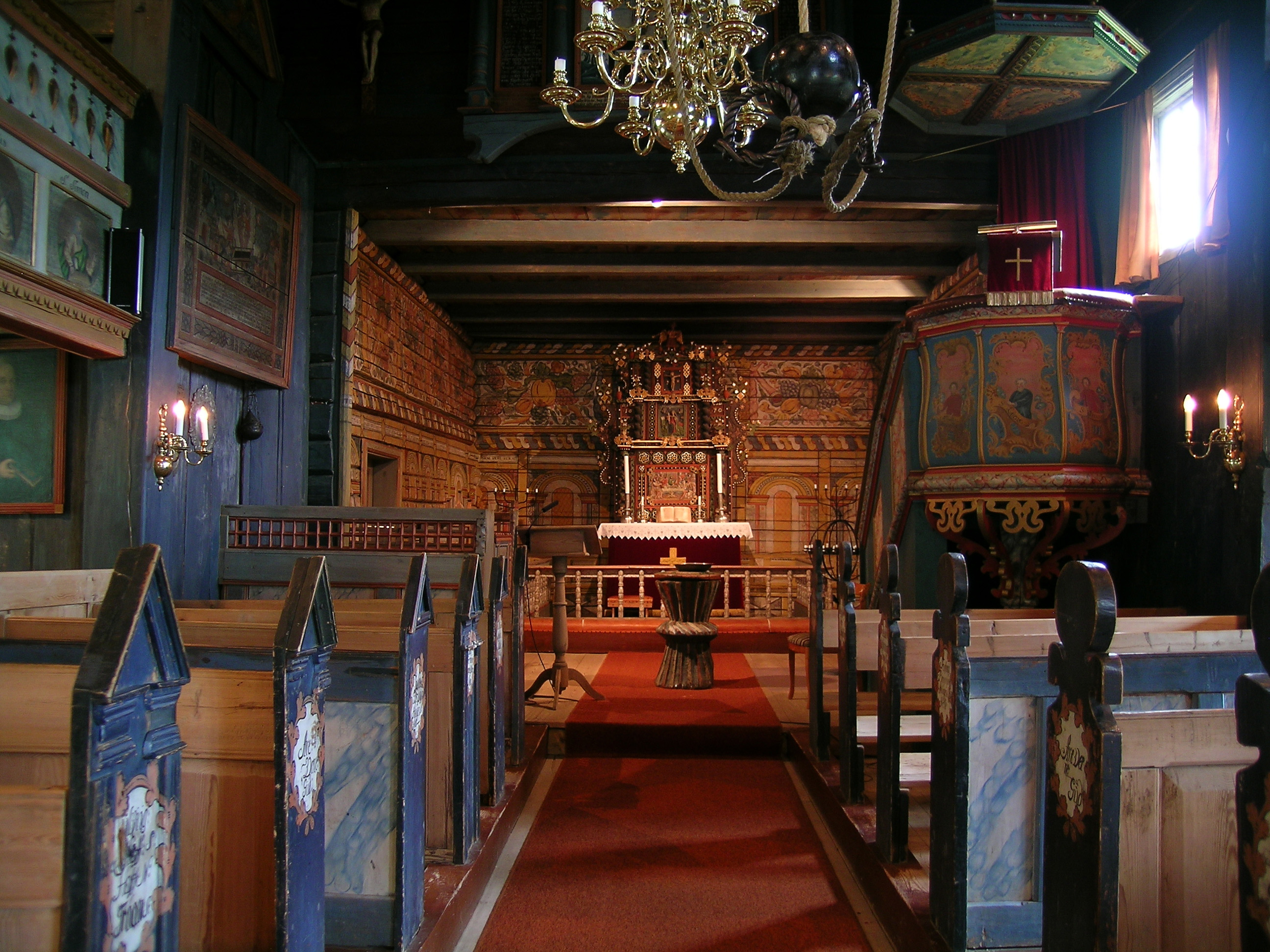
Interior.

Actualmente es una de las stavkirke con decoración más rica, y contiene en su interior una mezcla de expresiones artísticas de diferentes corrientes. Conserva un crucifijo medieval y dos lápidas del siglo XVII con decoración pictórica.